# Comfort (Texas)
Pour les articles homonymes, voir Comfort.
Comfort est une census-designated place située dans le comté de Kendall, dans l’État du Texas, aux États-Unis. Sa population s’élevait à 2 363 habitants lors du recensement de 2020.